# Villarreal (Gerichtsbezirk)
Der Gerichtsbezirk Villarreal ist einer der fünf Gerichtsbezirke in der Provinz Castellón.
Der Bezirk umfasst 2 Gemeinden auf einer Fläche von 102,11 km² mit dem Hauptquartier in Villarreal.

## Gemeinden
| Gemeinde                  | Einwohner (2024) | Fläche km² | Dichte Einw./km² | Cod INE | Postleitzahl |
| ------------------------- | ---------------- | ---------- | ---------------- | ------- | ------------ |
| Burriana                  | 36.927           | 46,99      | 786              | 12032   | 12530        |
| Villarreal                | 52.505           | 55,12      | 953              | 12135   | 12540        |
| Gerichtsbezirk Villarreal | 89.432           | 102,11     | 876              | –       | –            |